# Decollo
Il decollo è la fase di volo in cui l'aeroplano acquista la velocità necessaria che garantisce la portanza dell'ala, quindi il sostentamento in volo, e si solleva dal suolo. Le modalità in cui avviene sono molte e dipendono dal tipo di aeromobile, dalla lunghezza della pista di decollo, dall'intensità e direzione del vento e dalla densità dell'aria, che a sua volta è determinata dalla temperatura al suolo e dall'altitudine dell'aviosuperficie o aeroporto.

## Descrizione
Gli aeromobili più piccoli su piste di medie dimensioni decollano normalmente senza l'ausilio dei flap, che si rende invece necessario nei grandi aerei commerciali. Con i flap è infatti possibile diminuire sia la corsa di decollo (la distanza percorsa con le ruote sulla pista) che la distanza di decollo (la distanza necessaria per superare un ostacolo alto 15 metri).

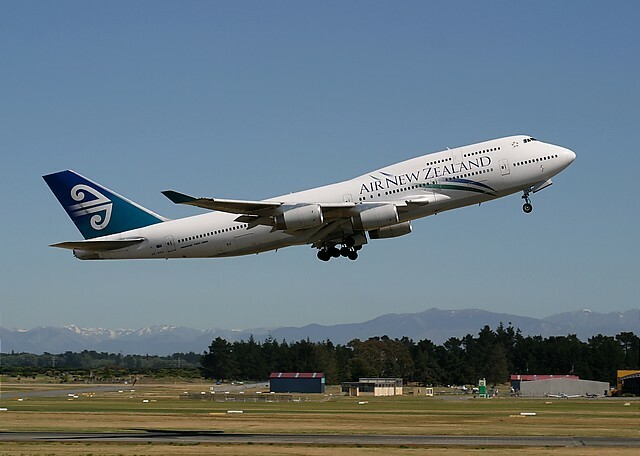
Un Boeing 747-400 della compagnia Air New Zealand decolla dall'aeroporto internazionale di Christchurch.

Di fondamentale importanza, durante la corsa di decollo, è il superamento di alcune velocità specifiche individuate sulla base delle caratteristiche dell'aeromobile e della pista:
- V1 o velocità di decisione: il raggiungimento di tale velocità deve essere annunciato a voce dai piloti e, una volta raggiunta la V1, il decollo non può essere annullato anche in caso di problemi, in quanto oltre la V1 è impossibile evitare di oltrepassare il termine della pista di decollo, anche frenando con la massima intensità.
- Vr o velocità di rotazione: il pilota agisce sull'equilibratore sollevando il muso dell'aereo e staccando le ruote dal suolo. Appena il variometro indica una velocità variometrica positiva viene retratto il carrello.
- V2 o velocità di sicurezza per il decollo: il pilota può continuare la sua manovra senza rischi anche in caso di piantata al motore. La V2 è la velocità raggiunta la quale un aereo plurimotore, una volta sollevatosi dal suolo, raggiunge l'altezza di 15 metri anche in caso di avaria a uno dei motori.

Per i più comuni aerei di linea, come ad esempio un Boeing 737, la velocità necessaria per decollare varia tipicamente tra i 250 e i 290 km/h (150-180 miglia orarie, 130-155 nodi). Gli aerei più leggeri, come un piccolo Cessna, sono invece in grado di decollare intorno ai 100 km/h, e gli ultraleggeri a velocità anche inferiori ai 50 km/h. L'aereo supersonico Concorde era un caso a parte, in quanto la sua velocità di decollo tipica, necessaria affinché l'ala a delta di cui era dotato fornisse sufficiente portanza, si aggirava intorno ai 198 nodi (366 km/h). La corsa di decollo varia da più di un chilometro per gli aerei grandi ai 300-400 metri per i piccoli monomotori a meno di 100 m per ultraleggeri e aerei STOL (Short Take Off and Landing).
L'effetto giroscopico in decollo fa sì che tutti gli aerei a elica monomotore tendano a girare a sinistra (alcuni in cui l'elica gira dall'altra parte a destra), e il pilota con i pedali deve correggere questa tendenza.
Negli aerei con carrello di atterraggio biciclo (con due ruote grandi davanti e una piccola dietro) il pilota deve prima sollevare la coda non appena il vento relativo crea portanza sufficiente sui piani di coda (riducendo attrito e resistenza e migliorando la visibilità anteriore), e poi abbassarla leggermente per dare alle ali l'angolo necessario per il decollo. Negli aerei con carrello triciclo (con due ruote grandi sotto le ali e una piccola davanti) invece è sufficiente sollevare il muso non appena possibile e l'aereo si alza da solo.
In caso di vento, la cosa migliore è decollare controvento, riducendo la corsa di decollo. Se a causa dell'allineamento della pista fosse inevitabile un decollo con il vento al traverso, occorre tenere presente che l'unica grande superficie esposta al vento laterale è la deriva, quindi l'aereo viene spinto controvento. Questa tendenza deve essere bilanciata con il timone, azionato dalla pedaliera.
Il decollo con vento al traverso è particolarmente difficile con aerei con carrello biciclo.

## Tipi di decollo
- CTOL: Conventional Take-off and Landing - decollo e atterraggio convenzionale (orizzontale)
- STOL: Short Take-Off and Landing - decollo e atterraggio corto
- STOVL: Short Take Off and Vertical Landing - decollo corto e atterraggio verticale
- VTOL: Vertical Take-Off and Landing - decollo e atterraggio verticale
- V/STOL: Vertical and/or Short Take-Off and Landing - atterraggio e decollo verticali/corti
- VTOHL: Vertical Take-Off Horizontal Landing - decollo verticale e atterraggio orizzontale
- CATOBAR: Catapult Assisted Take Off But Arrested Recovery - decollo assistito da catapulta ma recupero arrestato
- STOBAR: Short Take Off But Arrested Recovery - decollo corto ma recupero arrestato
- CATO: Catapult Assisted Take Off - decollo assistito da catapulta
- JATO/RATO: Jet-fuel Assisted Take Off / Rocket-Assisted Take Off - decollo assistito da jet /razzo
- ZLL/ZLTO: Zero Length Launch / Zero Length Take-Off - distanza di lancio / di decollo zero

## Prevenzione del rischio per l'area a terra interessata dal decollo
Il decollo, come l'atterraggio, è una delle fasi dei volo maggiormente a rischio di incidente aereo che possa interessare le aree circostanti l'aeroporto. La normativa vigente prevede vari strumenti di mitigazione di tale rischio che tendono sia a eliminare gli ostacoli ai velivoli sia a limitare i fattori a terra che possano incrementare i danni in caso di incidente.
Il principale riferimento normativo italiano è contenuto nel Codice della Navigazione  (R.D. n.30/1942 e s.m.i.) che, tra l'altro, prevede:
- Mappe di vincolo per vietare oggetti di ostacolo al volo (ad es. limitando l'altezza degli edifici in funzione della direzione di decollo e della distanza dalla pista);
- Piano di rischio aeroportuale per la limitazione della presenza di residenti e di attività a rischio nella direzione di decollo (ad es. vietando nuovi insediamenti di scuole, ospedali, depositi di carburante, ecc.).